# Der Yidisher Arbeyter
Der Yidisher Arbeyter, soit « L'Ouvrier juif » en français, est une publication syndicale française du début du XXe siècle, à périodicité mensuelle, en langue yiddish. Il est le journal de l'Intersektionen Byuro, un regroupement de sections syndicales juives affiliées à la Confédération générale du travail (CGT), le principal syndicat ouvrier français. 
Un de ses principaux rédacteurs était Alexandre Lozovsky (pseudonyme de Salomon Dridzo), secrétaire du syndicat des casquettiers en 1912. 
Il paraît à partir du 9 octobre 1911. Sa parution cesse le 4 juillet 1914, date de son dernier numéro.